# بريان مونرو
بريان مونرو (بالإنجليزية: Bryan Monroe)‏ هو صحفي أمريكي، ولد في 22 أغسطس 1965.